# Comuna Emmaboda
Emmaboda (Emmaboda kommun) este o comună din comitatul Kalmar län, Suedia, cu o populație de 8.964 locuitori (2013).

## Geografie

### Zone urbane
Lista celor mai mari zone urbane din comună (anul 2015) conform Biroului Central de Statistică al Suediei:
| Nr | Zona urbană | Pop.  |
| -- | ----------- | ----- |
| 1  | Emmaboda    | 4.818 |
| 2  | Vissefjärda | 658   |
| 3  | Johansfors  | 412   |
| 4  | Långasjö    | 330   |
| 5  | Eriksmåla   | 205   |

## Demografie
| \| Evoluția demografică în comuna Emmaboda, 1970–2015 \| Evoluția demografică în comuna Emmaboda, 1970–2015 \| Evoluția demografică în comuna Emmaboda, 1970–2015 \| Evoluția demografică în comuna Emmaboda, 1970–2015 \| Evoluția demografică în comuna Emmaboda, 1970–2015 \| \| ----------------------------------------------------------------------------------------------------- \| -------------------------------------------------- \| -------------------------------------------------- \| -------------------------------------------------- \| -------------------------------------------------- \| \| An \| \| \| Locuitori \| \| \| 1970 \| 1970 \| \| 11787 \| 11787 \| \| 1975 \| 1975 \| \| 11699 \| 11699 \| \| 1980 \| 1980 \| \| 11324 \| 11324 \| \| 1985 \| 1985 \| \| 10854 \| 10854 \| \| 1990 \| 1990 \| \| 10689 \| 10689 \| \| 1995 \| 1995 \| \| 10358 \| 10358 \| \| 2000 \| 2000 \| \| 9772 \| 9772 \| \| 2005 \| 2005 \| \| 9543 \| 9543 \| \| 2010 \| 2010 \| \| 9187 \| 9187 \| \| 2015 \| 2015 \| \| 9090 \| 9090 \| \| Sursa: SCB - Statistika Centralbyrån, Folkmängd efter region, civilstånd, ålder och kön. År 1968–2016 \| \| \| \| \| |      |  |           |       |
| Evoluția demografică în comuna Emmaboda, 1970–2015 |      |  |           |       |
| An |      |  | Locuitori |       |
| 1970 | 1970 |  | 11787     | 11787 |
| 1975 | 1975 |  | 11699     | 11699 |
| 1980 | 1980 |  | 11324     | 11324 |
| 1985 | 1985 |  | 10854     | 10854 |
| 1990 | 1990 |  | 10689     | 10689 |
| 1995 | 1995 |  | 10358     | 10358 |
| 2000 | 2000 |  | 9772      | 9772  |
| 2005 | 2005 |  | 9543      | 9543  |
| 2010 | 2010 |  | 9187      | 9187  |
| 2015 | 2015 |  | 9090      | 9090  |
| Sursa: SCB - Statistika Centralbyrån, Folkmängd efter region, civilstånd, ålder och kön. År 1968–2016 |      |  |           |       |